# Schwinden (Metallguss)

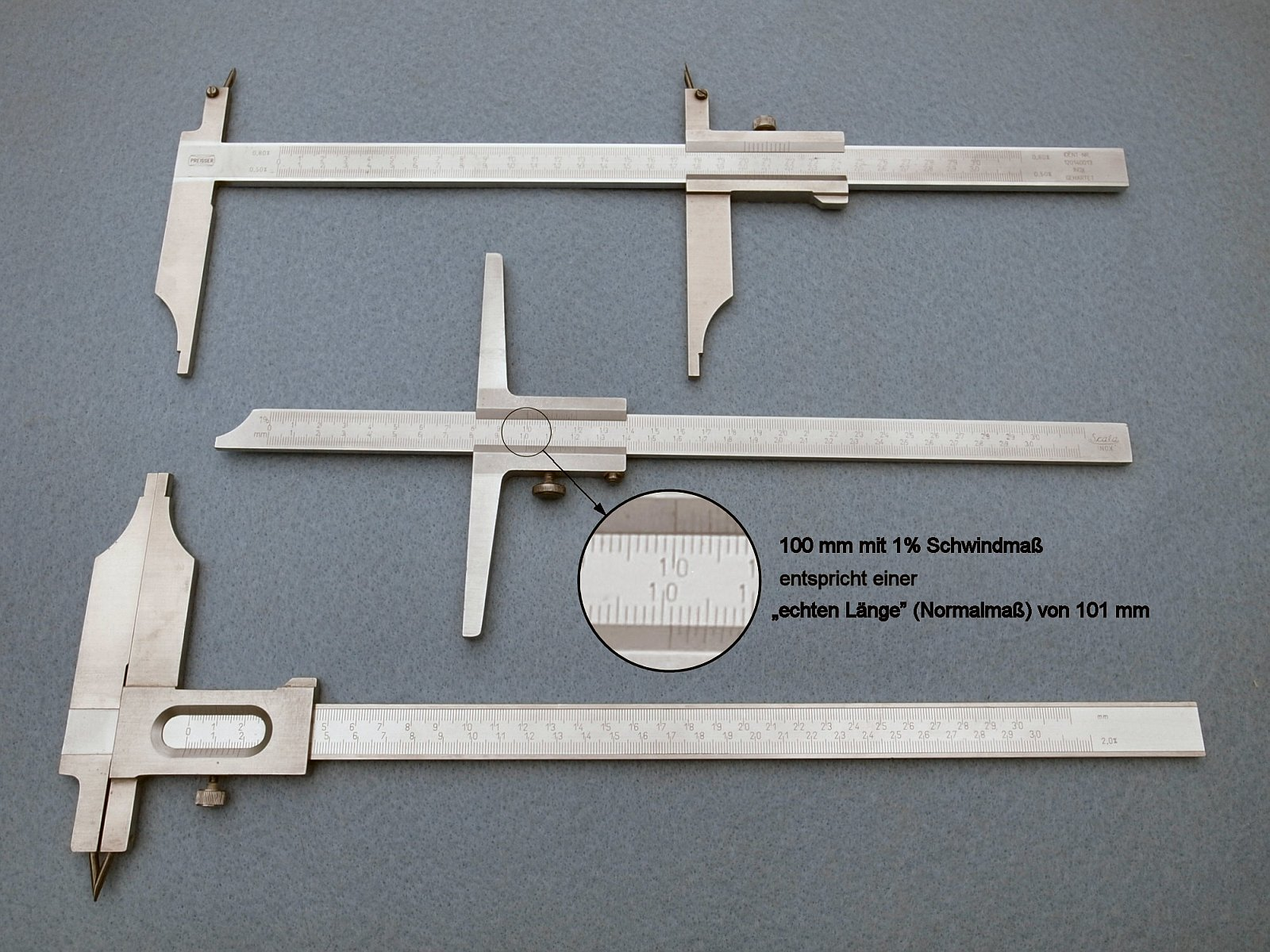
Schieblehre und Tiefenmaß mit Schwindmaß

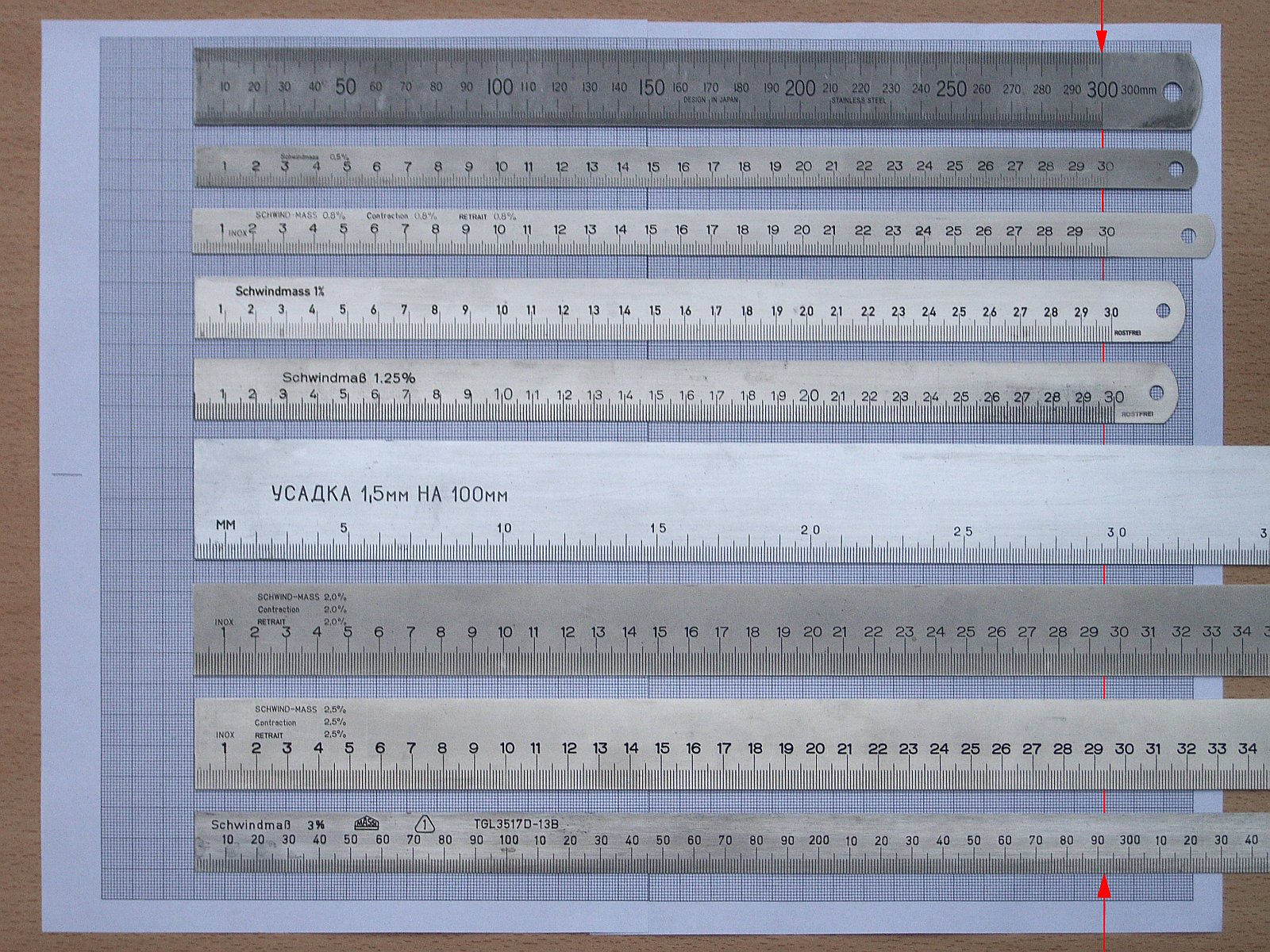
Schwindmaßstäbe

In der Gießereitechnik versteht man unter Schwindung das Verhältnis zwischen dem Volumen eines Gussteils bei Erstarrungstemperatur bzw. Schmelztemperatur (also dem Volumen der Form) und dem Volumen bei Raumtemperatur. Da bei der Fertigung (Modellbau) nicht das Volumen, sondern die konstruktiv gegebenen Längenmaße Anwendung finden, spricht man vom Schwindmaß. Gegeben wird es stoffbezogen durch den Längenausdehnungskoeffizienten {\displaystyle \alpha } [1/K].
Unter Schwindmaß versteht man also das Ausmaß, in dem sich ein Maß eines Gussteils gegenüber dem Maß der Gießform verkürzt.
Die Ursache dafür ist die Wärmeausdehnung des festen Metalls, sowie evtl. Änderungen des Kristallaufbaus beim Abkühlen. Durch Kontraktion des Metalls beim Abkühlen des erstarrten Gussteils ändern sich die ursprünglichen Maße. Dies wird „feste Schwindung“ genannt. Sie ist nicht zu  verwechseln mit der „flüssigen Schrumpfung“ oder der „Erstarrungsschrumpfung“, welche durch geeignete Speisertechnik berücksichtigt wird: aus dem Speiser läuft flüssiges Metall nach, um diese Schrumpfung auszugleichen.
Schwindmaße müssen bei den Konstruktionsmaßen im Modell- und Formenbau durch Aufmaße berücksichtigt werden, d. h. die Form wird entsprechend größer hergestellt, damit das erstarrte Gussteil die richtige Größe bekommt. Um den Aufwand bei der Produktion zu mindern, werden spezielle Lineale und andere Messwerkzeuge eingesetzt, bei denen die Schwindung berücksichtigt ist. Eine Länge von 100 mm in einem Modell für Grauguss wird auch als 100 mm gemäß Anzeige des Messwerkzeugs gefertigt. Die „echte Länge“ beträgt allerdings 101 mm.
Die legierungsspezifischen Richtwerte für das Schwindmaß weichen jedoch häufig infolge von Schwindungsbehinderungen ab.
Typische legierungsspezifische Werte für die Schwindung sind:
- Grauguss (mit Lamellengraphit): 1,0 % (Abweichung: 0,5–1,3 %)
- Stahlguss: 2,0 % (Abweichung: 1,5–2,5 %)
- Temperguss: 1,6 % (Abweichung: 1,0–2,0 %)
- Al-Gusslegierung: 1,2 % (Abweichung: 0,8–1,5 %)